# Android Eclair

Versions d'Android fins al 2014

Android "Eclair" és el nom en clau per al sistema operatiu mòbil Android desenvolupat per Google, per a les versions 2.0 a 2.1 que ja no són compatibles. Presentat el 26 d'octubre de 2009, Android 2.1 es basa en els canvis significatius realitzats en Android 1.6 "Donut".

## Característiques

### Experiència d'usuari
La pantalla d'inici predeterminada d'Eclair mostra una barra del cercador de Google persistent a la part superior de la pantalla. L'aplicació de la càmera també es va redissenyar amb nombroses funcions noves de la càmera, incloent-hi el suport per a flaix, zoom digital, mode d'escena, balanç de blancs, l'efecte de color i l'enfocament macro. L'aplicació de la galeria de fotos també conté eines bàsiques d'edició de fotos. Aquesta versió també inclou l'addició de fons de pantalla en directe, que permeten l'animació de les imatges de fons de la pantalla principal per mostrar el moviment. Es va introduir el discurs a text, substituint la clau de coma.

### Plataforma
Android Eclair hereta les addicions de la plataforma des del llançament de Donut, la capacitat de cercar tots els missatges SMS i MMS desats, millorat Google Maps 3.1.2, i el suport d'Exchange per a l'aplicació de correu electrònic. El sistema operatiu també proporciona una velocitat de mecanografia millorada al teclat virtual, juntament amb noves d'accessibilitat, calendari i APIs de xarxa privada virtual. Per navegar per Internet, Android Eclair també afegeix suport per a HTML5, s'ha actualitzat la interfície d'usuari del navegador amb miniatures d'adreces d'interès i el zoom del doble toc.